# Дорогокупля, Василий Николаевич
Васи́лий Никола́евич Дорогоку́пля (родился 5 января 1962, Свердловск, РСФСР, СССР) — российский переводчик и писатель.

## Биография
В 1984 году окончил факультет иностранных языков Свердловского педагогического института и Свердловский юридический институт. Работал преподавателем английского языка и инженером-патентоведом в НИИ. Живёт в Екатеринбурге.

### Собственные произведения
«Наш берег»

### Переведённые произведения
- Грэм Джойс — «Зубная фея»
- Дэниел Уоллес — «Арбузный король»
- Люциус Шепард — «Кольт полковника Резерфорда»
- Диана Сеттерфилд — «Тринадцатая сказка», «Беллмен и Блэк, или Незнакомец в черном»
- Говард Джейкобсон — «Вопрос Финклера»[3], «Время зверинца»
- Говард Лавкрафт — «За гранью времён», рассказы
- Рассказы и сказки Эдит Несбит
- Рассказы Фрэнсиса Скотта Фицджеральда из сборника «Три часа между рейсами»
- Рассказы Шерли Джексон из сборника «Лотерея»